# 香林坊アトリオ

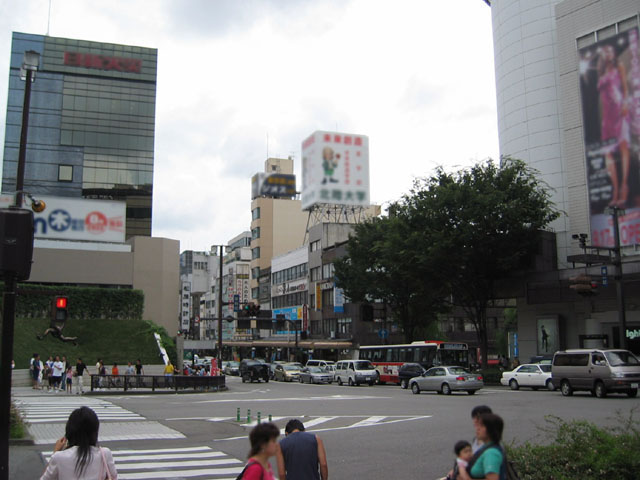
アトリオ入口付近

香林坊アトリオ（こうりんぼうアトリオ、KOHRINBO ATRIO）は、石川県金沢市香林坊にある複合商業施設である。

## 概要
1986年（昭和61年）、香林坊第2地区再開発ビルとして建設され、金沢都市開発が運営している。キーテナントは地元百貨店の大和香林坊本店で、香林坊アトリオの開業に併せ、片町地区に立地していた旧金沢本店より移転し同年9月開業。旧本店建物はラブロ片町となり2015年に閉店し解体した。現在、跡地に片町きららが立地している。

## 施設構造
地上9階・地下3階建て。
| 9階  | プレイランド           | プレイランド           | 屋上                   |                      |
| 8階  | レストラン街・大催事場 | レストラン街・大催事場 | レストラン街・大催事場 |                      |
| 7階  | 子供服・紀伊国屋書店   | 子供服・紀伊国屋書店   | 子供服・紀伊国屋書店   | 子供服・紀伊国屋書店 |
| 6階  | リビング               | リビング               | リビング               | リビング             |
| 5階  | 紳士服・スポーツ用品   | 紳士服・スポーツ用品   | 紳士服・スポーツ用品   | 紳士服・スポーツ用品 |
| 4階  | 婦人服・宝飾品・時計   | 婦人服・宝飾品・時計   | 婦人服・宝飾品・時計   | 専門店               |
| 3階  | 婦人服・カバン・靴     | 婦人服・カバン・靴     | 婦人服・カバン・靴     | 専門店               |
| 2階  | 婦人服                 | 婦人服                 | 婦人服                 | 専門店               |
| 1階  | 婦人服飾雑貨           | 婦人服飾雑貨           | 婦人服飾雑貨           | 専門店               |
| B1階 | 駐輪場                 | 食料品                 | 食料品                 | 専門店               |
| B2階 | 駐車場                 | 駐車場                 | 駐車場                 | 駐車場               |
| B3階 | 駐車場                 | 駐車場                 | 駐車場                 | 駐車場               |

### 専門店・テナント
- アトリオ専門店
  - 4階 - リーガルシューズ、ラコステ、オーダスーツSADA、ラフィネ
  - 3階 - アニエスベー、ポール・スミス、ヴィヴィアン・ウエストウッド、エーグル、アニエスベーボヤージュ、キレイモ
  - 2階 -  トゥモローランド、マイケル・コース、フルラ、ソブ.ダブルスタンダードクロージング+＿
  - 1階 - グッチ、コーチ
  - B1階 - 金澤ちとせ珈琲、はくいちカフェ、四十萬谷本舗、メープルハウス、ルピシア、箔一、ハムアンドゴー、あそびやあとりお堂、ハティハティ、ノーエンス、一芳、理容室アトリオ、英薬局・英フォトランド

- 大和
  - 8階 - チケットぴあ、ファミリーレストラン、たづむら、銀座天一、川福、犀江、バイキングレストラン
  - 7階 - 紀伊國屋書店
  - 2階 - バーバリー、コムサ・デ・モード、ビアッジョブルー、ラルフローレン
  - 1階 - ルイ・ヴィトン、ロエベ、エルメス、フェンディ

## からくり時計
施設壁面の設備として「アトリオ・クロック」と名付けられたからくり時計が設置されている。季節ごとに曲が変化する。
1986年設置。
時計部:セイコー
からくり:乃村工藝社、シマエレ
作曲:小泉まさみ氏

## 交通アクセス
バス
- 北陸鉄道・西日本ジェイアールバス：「香林坊」下車、徒歩1分。